# Počasí

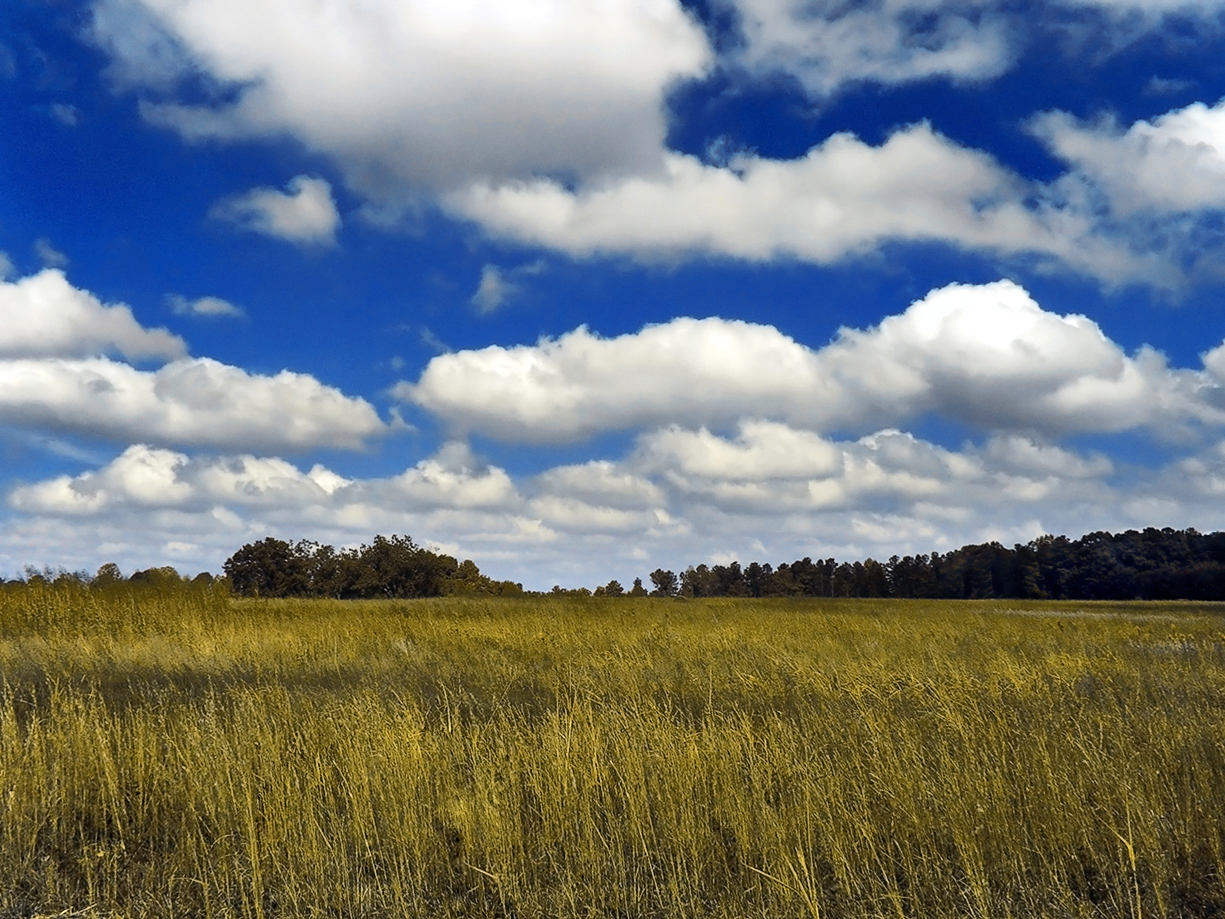
Příznivé počasí s kupovitou oblačností

Počasí je okamžitý stav v ovzduší na určitém místě. Je dáno stavem všech atmosférických jevů pozorovaných na určitém místě a v určitém krátkém časovém úseku nebo okamžiku. Tento stav se popisuje souborem hodnot meteorologických prvků, které byly naměřeny meteorologickými přístroji nebo zjištěny pozorovatelem (např. teplota vzduchu, stav oblačnosti, rychlost a směr větru, déšť, sněžení apod.).
Změny počasí jsou způsobeny především zemskou rotací. Ohromné masy vzduchu a vody vlivem zemské rotace mají na severní polokouli tendenci pohybovat se ve směru hodinových ručiček. Na jižní polokouli se masy vzduchu a vody pohybují opačným směrem.
Počasí je jedním jedinečným stavem atmosféry. Počasí je obvykle chápáno jako stav troposféry, protože ta je člověku nejblíže a bezprostředně ho obklopuje. Obecný typ počasí v určité oblasti se nazývá podnebí nebo klima. Počasí se může měnit rychle, náhle, zatímco změny klimatu jsou obvykle pozvolné (ovšem současné globální oteplování probíhá relativně rychle).
Velká pozornost je věnována předpovědi počasí, protože počasí ovlivňuje všechny lidské činnosti. Počasím se zabývá meteorologie, respektive fyzika atmosféry.
V minulosti se kromě pojmu „počasí“ používal pojem „povětří“, „povětrnost“, „čas“. Ve významu „počasí“, případně „podnebí“, „klima“, jsou tyto výrazy již zastaralé a mají jiný význam.

## Extrémní počasí
- Nejnižší teplota byla zaznamenána ve výzkumné stanici Vostok v Antarktidě, kde 21. července 1983 naměřili −89,2 °C.
- Nejvyšší teplota byla zaznamenána v Kalifornii v USA: v Údolí smrti byla 10. července 1913 naměřena teplota 56,7 °C.

Po dobu 90 let bylo za místo s nejvyšší naměřenou teplotou na Zemi považováno libyjské město Azízíja. Zde byla 13. září 1922 naměřena teplota 57,8 °C, ale Světová meteorologická organizace v roce 2012 měření revidovala.